# Nikola Mirotić
Nikola Mirotić (cyr. Никола Миротић; ur. 11 lutego 1991 w Titogradzie) – czarnogórski koszykarz, posiadający także hiszpańskie obywatelstwo, występujący na pozycji silnego skrzydłowego, obecnie zawodnik FC Barcelony.
W 2010 wystąpił w meczu wschodzących gwiazd – Nike Hoop Summit.
Jest wychowankiem Realu Madryt, w 2014 roku podpisał kontrakt z Chicago Bulls (3 lata/ 16,6 mln $).

## Kariera klubowa
Niko, jak nazywany jest przez kolegów, swoją koszykarską karierę rozpoczął na hiszpańskich parkietach. W sezonie 2008/09 reprezentował barwy Realu Madryt B, po czym przeniósł się na jeden sezon do drugoligowej Pamesy Valencia. Po powrocie do stolicy Hiszpanii, stopniowo zaczął przebijać się do pierwszego składu, a przełomowy okazał się 2011 rok, w którym Mirotić zaczął odgrywać kluczową rolę w zespole. Został dwukrotnie uznany najlepiej zapowiadającym się zawodnikiem starego kontynentu, co znacząco zwiększyło jego rynkową wartość.
W tym samym roku, został wybrany w drafcie z numerem 23 przez Chicago Bulls. Nikola chcąc jeszcze bardziej rozwinąć swoje umiejętności postanowił pozostać w Europie, aby nabrać większego doświadczenia przed wyjazdem do USA.
W sezonie 2014/2015 zajął drugie miejsce w głosowaniu na debiutanta roku NBA.
1 lutego 2018 trafił w wyniku wymiany do New Orleans Pelicans. 7 lutego 2019 dołączył w wyniku transferu do Milwaukee Bucks.
6 lipca 2019 podpisał umowę z hiszpańską FC Barceloną. 25 września 2020 przedłużył umowę z klubem.

## Kariera reprezentacyjna
Nikola Mirotić największe sukcesy w reprezentacji juniorskiej odniósł z kadrą U-20, z którą udało mu się zdobyć brązowy medal na Mistrzostwach Europy, a także złoty medal na Mistrzostwach Świata rozgrywanych w Hiszpanii, podczas których wychowanek Realu został uznany MVP turnieju.

## Osiągnięcia
Stan na 22 stycznia 2022, na podstawie, o ile nie zaznaczono inaczej.

### NBA
- Zaliczony do I składu debiutantów NBA (2015)[11]

### Klubowe
- Mistrz:
  - Hiszpanii (2013, 2021)
  - Katalonii (2019)
- Wicemistrz:
  - Hiszpanii (2020)
  - Katalonii (2020, 2021)
- Zdobywca:
  - Pucharu Hiszpanii (2012, 2014, 2021)
  - Superpucharu Hiszpanii (2013, 2014)
- Finalista Superpucharu Hiszpanii (2019, 2020)
- Uczestnik rozgrywek Final Four Euroligi (2021)

### Indywidualnie
- MVP:
  - hiszpańskiej ligi ACB (2013, 2020)
  - pucharu Hiszpanii (2014)
  - finałów mistrzostw:
    - Hiszpanii (2021)[12]
    - Katalonii (2019, 2020)

  - miesiąca Ligi Endesa (październik, styczeń – 2019/2020)
  - kolejki Ligi Endesa (1, 4 – 2019/2020)
- Wschodząca gwiazda Euroligi (2011, 2012)
- Najlepszy krajowy zawodnik ligi hiszpańskiej (2014, 2020)
- Zaliczony do:
  - I składu Ligi Endesa (2013, 2020[13])
  - II składu Euroligi (2013, 2014)
- Lider strzelców ligi hiszpańskiej (24,6 – 2020)[14]

### Reprezentacja

#### Seniorów
- Mistrz Europy (2015)
- Brązowy medalista olimpijski (2016)[15]

#### Młodzieżowe
- Mistrz Europy U–20 (2011)
- Brązowy medalista mistrzostw Europy U–20 (2010)
- MVP mistrzostw Europy U-20 (2011)
- Zaliczony do I składu mistrzostw Europy U–20 (2010, 2011)
- Lider strzelców mistrzostw Europy U–20 (2011)